# گغاوانک
گغاوانک (به ارمنی: Գեղավանք) یک منطقهٔ مسکونی در ارمنستان است که در گغی واقع شده‌است. گغاوانک در کیلومتری جنوب کاپان، مرکز استان سیونیک و ۵ کیلومتری شرق روستای گغی واقع شده‌است.

## خصوصیات
گغاوانک ۰ نفر جمعیت دارد و در ارتفاع ۱۴۵۰ متر بالاتر از سطح دریا قرار گرفته‌است.
| سال   | ۱۸۳۱ | ۱۹۲۲ | ۱۹۵۹ | ۱۹۷۰ | ۱۹۷۹ | ۱۹۸۹ | ۲۰۰۱ | ۲۰۰۴ |
| جمعیت |      |      |      |      |      |      |      |      |